# بداغ أباد (مباركة)
بداغ‌ أباد هي قرية في مقاطعة مباركة، إيران. عدد سكان هذه القرية هو 738 في سنة 2006.